# Dusona adriaansei
Dusona adriaansei là một loài tò vò trong họ Ichneumonidae.